# ミシェル・オニール
ミシェル・オニール（英語: Michelle O'Neill, 旧姓: ドリス（Doris）、1977年1月10日生）はアイルランド人の政治家。北アイルランド首席大臣を2024年2月から、シン・フェイン党副党首を2018年4月からそれぞれ務める。2007年以降北アイルランド議会の議員でもある（ミッド・アルスター選出）。2020年から2022年まで北アイルランド副首席大臣を務めた。
オニールはダンガノン・アンド・サウス・ティロン区議員を2005年から2011年まで務めた。2007年、彼女はミッド・アルスターから北アイルランド議会に選出された。彼女は女性として初めてダンガノン・アンド・サウス・ティロン区区長を2010年から2011年まで務めた。彼女は2018年以降シン・フェイン党副党首を務めている。
2011年、彼女は首席副大臣マーティン・マクギネスによって農業・環境・地方大臣として北アイルランド行政部に指名される。2016年には保健大臣に任じられた。2020年1月、New Decade, New Approach合意による権力分有行政部の再建によって北アイルランド首席副大臣に就任した。
オニールはポール・ギヴァンが2022年2月3日に首席大臣を辞任したのに伴い自動的に失職した。2022年選挙によってシン・フェイン党が最大政党となり、オニールの首席大臣への道が開けた。しかしながら民主統一党が北アイルランド議定書への反対を理由に首席副大臣の指名を拒否していたため、就任は2年ずれ込んだ。
2024年2月3日、オニールは北アイルランド首席大臣に任命された。北アイルランドでナショナリストが首席大臣となるのは史上初である。

## 出自
オニールはアイルランド共和国・コーク県の町ファーモイで生まれた。彼女の家は北アイルランド・ティロン県クロノー出身のアイルランド人共和主義者家族だった。彼女の父ブレンダン・ドリスはIRA暫定派の受刑者で、シン・フェイン党員だった。彼女のおじポール・ドリスはかつてNORAIDの総裁を務めた。従兄弟のトニー・ドリスは1991年の特殊空挺部隊による襲撃によって殺害された3人のIRA構成員のひとりだった。別のいとこでIRA義勇兵のガレス・マラキー・ドリスは1997年コーリスランド攻撃で銃撃され負傷した。
オニールはティロン県ダンガノンの文法学校聖パトリック女学院を卒業している。その後、政治家になる前簿記会計士になるための教育を受けていた。

## 政歴

### 初期
オニールは10代の頃から共和派として政治に関わるようになりダンガノン市議会議員を務めた父の選挙区での仕事を手伝った。彼女は1998年ベルファスト合意の後、21歳でシン・フェイン党に入党し、北アイルランド議会でフランシー・モロイのアドバイザーとして働き始めた。2005年までその仕事を続け、その後かつての父親と同じようにトーレント（Torrent）選挙区選出のダンガノン・アンド・サウス・ティロン区議員となった。オニールは2007年の選挙にてシン・フェイン党の同僚ジェラルディン・ドゥーガンの後を継いでミッド・アルスターから北アイルランド議員に選出された 。
平議員の一方で、ストーモントの教育・保健委員会に出席している。2010年にダンガノン・アンド・サウス・ティロン区長へと就任している。女性としては歴代初であり、また就任時の年齢も同率1位の若さであった。彼女は区長を2011年まで務めた。

### 農業・地域開発大臣
2011年北アイルランド議会選挙の後、オニールはミシェル・ギルダニューの後を継いで北アイルランド行政部の農業・地域発展大臣に就任した。彼女の大臣としての主要施策のひとつは、内国公務分権の一環として農業・地域発展省の事務所をベルファストからバリケリーにあるイギリス陸軍の兵舎跡への移転を決定したことである。この決定はストラベンをより相応しい場所としていた内部報告書と反するものであった。
2013年12月、高等法院はオニールによる共通農業政策基金の7％を環境運動家の支持する農村開発計画に割り当てるという決定を取り消した。裁判所は、オニールが必要な許可を行政府に請求しておらず、大臣規範に違反していると判示した。

### 保健大臣
2016年北アイルランド議会選挙の後、オニールは民主統一党のサイモン・ハミルトンに代わって保健大臣となり、就任8日後に北アイルランドでの同性・両性愛者男性への終身献血禁止令を撤廃すると発表した。2016年10月25日、オニールは『Health and Wellbeing 2026: Delivering Together』と題する文書を公表し、ベンゴア報告を元に10か年計画で保健・社会福祉制度の近代化を目指すとしている。

### シン・フェイン党副党首

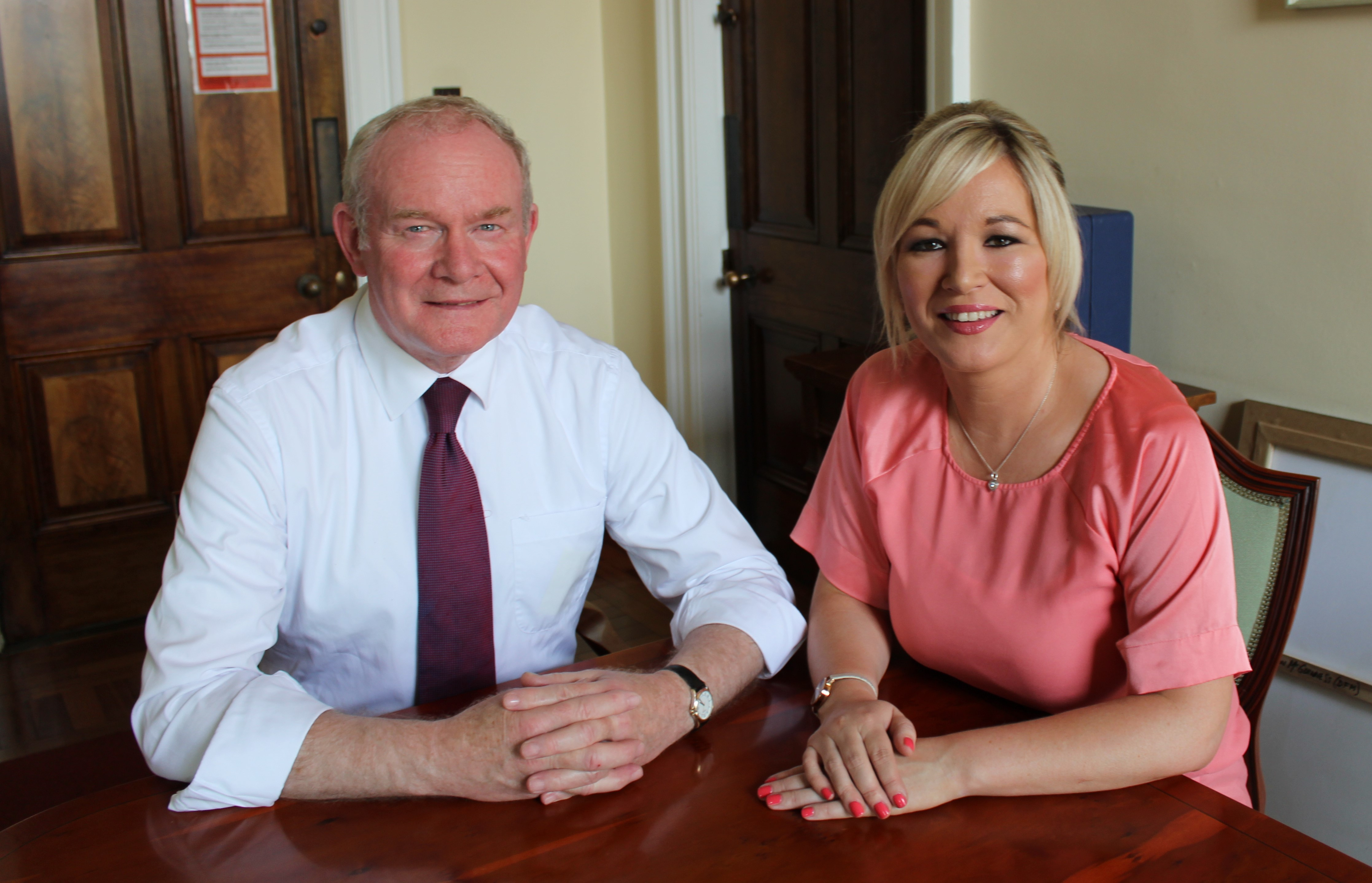
首席副大臣マーティン・マクギネスと共に、2014年

2017年1月、再生可能エネルギースキャンダルに対する抗議としてマーティン・マクギネスが北アイルランド副首席大臣を辞任し、解散総選挙に出馬しないと表明した後、オニールはシン・フェイン党の新たな「北での党指導者」に選ばれた。元IRAのコナー・マーフィーではなく彼女が選ばれたという事実は党指導者とIRAの直接的な関係が断ち切られたことを示している。
マクギネスの辞任を受けた2017年議会選挙において、ミッド・アルスター選挙区での得票数が最多であっただけでなく、20.6%の首位選好投票を獲得した。2017年3月、イギリスの欧州連合離脱を受けてアイルランド統一に向けた国民投票を「早急に」実施するよう呼びかけた。オニールは選挙後の政党間交渉でシン・フェイン党側を率いて北アイルランドの権力分立体制の回復を目指したが、3月末に交渉は失敗したと述べ、シン・フェイン党による首席副大臣指名には至らなかった。
2018年2月、オニールはジェリー・アダムズの引退によって党首となったメアリー・ルー・マクドナルドの後を継いでシン・フェイン党副党首となった。2019年11月、ジョン・オダウドとの副党首選を67%の得票によって制した。

### 北アイルランド首席副大臣
2020年1月、オニールは北アイルランド副首席大臣に指名された。彼女は2021年6月14日にアーリーン・フォスター首席大臣の辞任に伴い自動的に失職し、3日後の2021年6月17日に彼女とポール・ギヴァンがそれぞれ首席副大臣と首席大臣に指名され、復職した。2022年2月、オニールはポール・ギヴァンの辞任に伴い再び失職した。

## 北アイルランド首席大臣

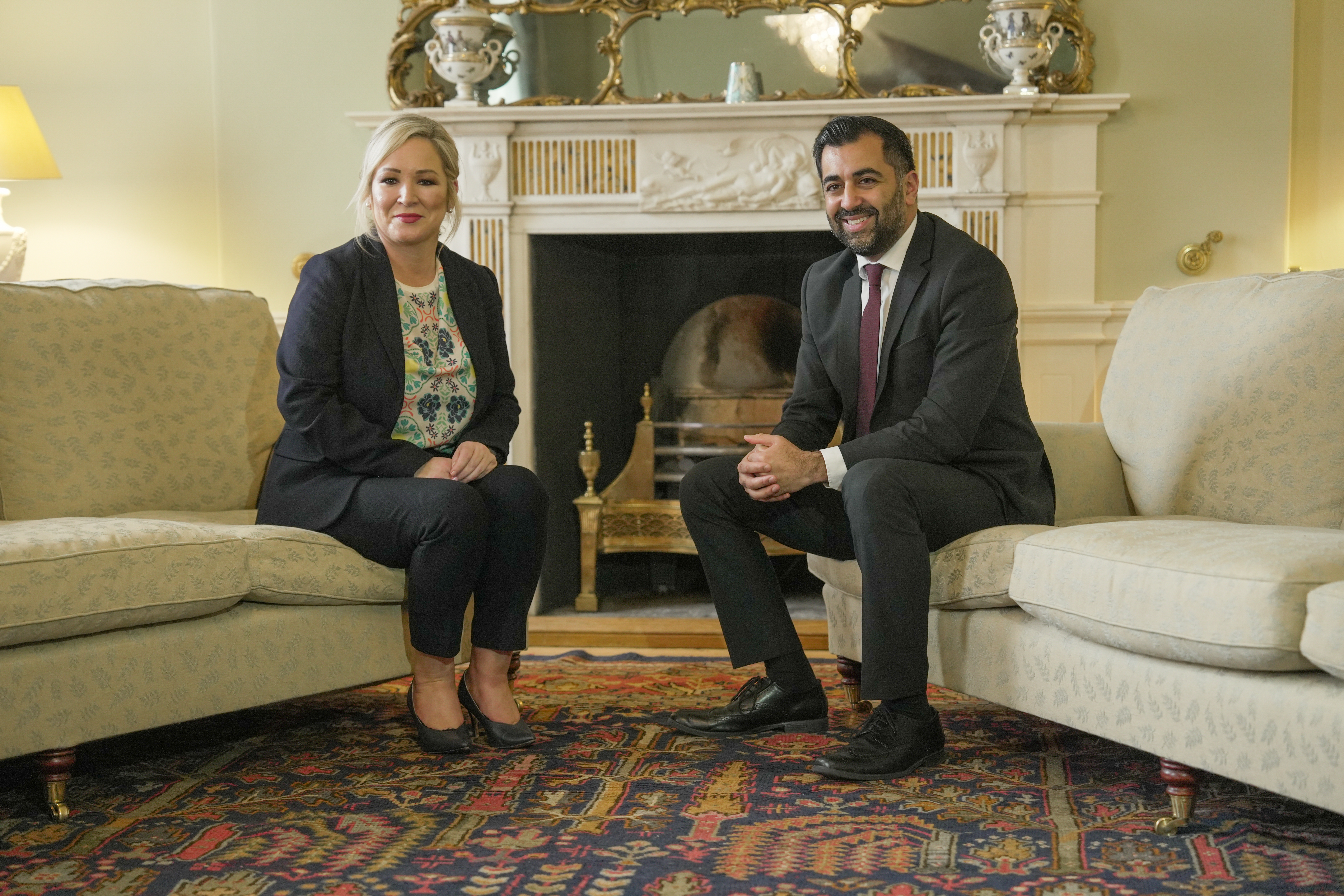
スコットランド首相ハムザ・ユーサフと会談するオニール首席大臣候補（2023年11月）

### 指名（2022年-2024年）
2022年議会選挙によってシン・フェイン党は27議席を得て、北アイルランド議会の第一党となった。連合主義者の政敵民主統一党は25議席を得て第二党となった。第一党となったことで、オニールの首席大臣就任および民主統一党指導者の首席副大臣就任への道が開けてきた。しかしながら民主統一党が北アイルランド議定書への反対の一環で首席副大臣の指名を拒否し、結果として北アイルランドで行政が機能しない状態が成立した。
2022年8月、オニールは英国放送協会の取材で、北アイルランド問題においてIRA暫定派が「イギリス支配に対して暴力的抵抗活動に参加していた」ことは正しかったのか問われた。彼女の「あの当時、他の選択肢はなかったと考えています。しかしながら今はベルファスト合意という選択肢があり、それゆえ（合意は）貴重なものです」と返答し、その内容は批判の的となった。彼女は2024年2月に「他の選択肢はベルファスト合意、すなわち平和であり、我々はそこに達することができてうれしく思います」と付け足している。
2022年9月、オニールは共和派の慣習を破ってイギリス女王エリザベス2世の葬儀に出席した。
2023年5月、オニールはチャールズ3世とカミラの戴冠式に出席し、「私は明確にこの場への参加を望んでいました。私たちは変わりゆく時代に生きており、敬意を表し、私がすべての人のための最初の大臣になると言っていた、家にいるすべての人々のためにここにいることが、尊敬に値することです。ここに出席することは、それに敬意を表し、私の約束を果たすことなのです」と語った。
彼女の率いるシン・フェイン党は次期イギリス総選挙への北アイルランドでの世論調査のほとんどで首位に立っている。

### 首席大臣（2024年以降）
2024年1月30日、民主統一党は権力分有体制への復帰を望む声明を発表した。これによってオニールがナショナリスト指導者として北アイルランド首席大臣に就任する道が開けた。オニールは2024年2月3日に任命され、アイルランド・ナショナリスト、共和派、カトリック教徒として初の首席大臣となった。ストーモント・エステートでの就任演説において、彼女は再び共和派の慣習を破って「北アイルランド」の語を用いた。彼女は演説内で宣誓を行い、各派を代表していることおよびイギリス王室への敬意を表した.。2月5日、オニールはリシ・スナク、クリス・ヒートン＝ハリス、レオ・バラッカーおよび北アイルランド行政部の各大臣と会談した。大蔵省がすでに表明している33億ポンドを上回る北アイルランド政府への追加財政支援の要請が最大の議題となっている 。

## 訴訟
2023年5月、オニールは民主統一党の元議員ジョン・カーソン（John Carson）を名誉毀損で訴えた。これは2021年4月に彼が投稿し、後に謝罪したSNS上での発言を受けたものである。2023年11月、高等法院は彼女の名誉が損なわれていないとし、「損害賠償は認められない」との判決を下した。投稿が「下品で、極めて攻撃的で女性蔑視的」だったと認めたものの、名誉毀損には当たらないと結論づけた。両党にそれぞれ裁判費用12,000ポンドずつの支払いが命じられた。ベル（Bell）裁判官は訴訟を些細なものと評し、高等法院で取り扱うような内容ではなかったと結論付けた。カーソンは党から3ヶ月の謹慎処分を受けたが、地方自治体基準委員会は『カーソン氏は評議員の行動規範に違反した』と認定し、同様の処分を科した.。

## 私生活
オニールは15歳の時妊娠し、16歳で娘を出産している。彼女はカトリック文法学校で一般教育修了上級レベルを修得し、労働福祉アドバイザーになるための教育を受けた。彼女は18歳の時パディー・オニール（Paddy O'Neill）と結婚し、2人の子供を設けた。2014年以降夫と別居している。2023年オニールの孫が生まれた。

## 選挙結果

### 北アイルランド議会選挙
| 年     | 選挙区             | 政党             | 第一選好票 | %    | 結果 |
| ------ | ------------------ | ---------------- | ---------- | ---- | ---- |
| 2022年 | ミッド・アルスター | シン・フェイン党 | 10,845     | 21.0 | 当選 |
| 2017年 | ミッド・アルスター | シン・フェイン党 | 10,258     | 20.6 | 当選 |
| 2016年 | ミッド・アルスター | シン・フェイン党 | 6,147      | 15.1 | 当選 |
| 2011年 | ミッド・アルスター | シン・フェイン党 | 5,178      | 11.9 | 当選 |
| 2007年 | ミッド・アルスター | シン・フェイン党 | 6,432      | 14.5 | 当選 |